# 준가법성
수학에서 준가법성(準加法性, Subadditivity)은 정의역의 두 함수들의 합계에 대한 함수를 조사할 때 항상 각 함수의 값 합계보다 작거나 같은 값을 반환한다는 함수의 특성을 가리킨다.
{\displaystyle f(a+b)\leqq f(a)+f(b)}
이러한 가법성에 준하는 성질 즉, 도메인(정의역, Domain)의 두 엘리먼트(함수)들 합계에 대한 함수가 항상 각 함수들의 함수 값 합계보다 작거나 같은 값을 반환한다는 함수의 특성은 피타고라스의 정리와 연관된 삼각부등식의 기하학을 대수적 범주로 표현한 것과 관련되기도 한다. 수학의 다양한 영역에서 준 가법성적인 기능은 특히 노름과 제곱근의 많은 예를 가지고 있다. 가법성 또는 가법 사상(加法寫像,Additive map)의  함수는 준가법성의 특수한 경우이지만 역시 중요하고 보다 일반적으로 다루어진다.

## 표현 예
준가법성 함수 {\displaystyle f\colon A\to B}는 정의역 A와 순서가있는 공역 B를 가지며 다음 두 가지 속성을 가짐으로써 닫힌영역이다.
{\displaystyle \forall x,y\in A,f(x+y)\leq f(x)+f(y)}
예를 들어, 정의역 및 공역으로 음수 가 아닌 실수를 갖는 제곱근 함수가 있다.
{\displaystyle {\sqrt {x+y}}\leq {\sqrt {x}}+{\sqrt {y}}}

## 특수한 경우
가산 법칙이 항등식의 경우에서처럼 성립하는 가법성 함수는 준가법성의 특수한 경우이다.
{\displaystyle {\sqrt {(x+y)^{2}}}={\sqrt {(x)^{2}}}+{\sqrt {(y)^{2}}}}
또한
{\displaystyle {\sqrt {(x+y)^{2}}}={\sqrt {x^{2}+2xy+y^{2}}}={\sqrt {(x)^{2}}}+{\sqrt {(y)^{2}}}}
이기도 하다.

## 같이 보기
- 삼각부등식
- 덧셈함수

## 참고
- 매스월드
- 매스월드